# Citroën C8
Citroën C8 je velkoprostorový vůz představený automobilkou Citroën na Ženevském autosalónu v roce 2002 jako nástupce předchozího modelu Evasion. Tento model se vyráběl v letech 2002 až 2014.

## Popis
Citroen C8 je vůz koncernu PSA (spolu s Peugeotem 807) a koncernu FIAT (spolu s modely Fiat Ulysse a Lancia Phedra). Tyto 4 modely se liší především přední maskou a uspořádáním zadních světel a dále pohonnými jednotkami (koncern PSA používá vlastní motory).
V nárazových testech Euro NCAP získal Citroën C8 maximální možné hodnocení. Vozidlo umožňuje přepravu až sedmi cestujících na samostatných sedadlech nebo až osmi cestujících při využití třímístného sedadla ve třetí řadě. Všechna sedadla jsou jednoduše vyjímatelná.
Zavazadlový prostor se třemi řadami sedadel je 225 až 480 litrů v závislosti na poloze sedadel, 1160 litrů při použití pouze dvou řad sedadel (druhá řada je posunuta co nejvíce dopředu) a maximálně až 2948 litrů při použití pouze první řady sedadel (posunuta co nejvíce dopředu).

## Motorizace
- 2.0i 16V o výkonu 143 k
- vznětové motory s technologii Common Rail 2.0 HDi 16V o výkonu 138-163 k a 2.2 HDi 16V s výkonem 173 k